# Plastohinol-plastocijanin reduktaza
Plastohinol-plastocijanin reduktaza (EC 1.10.9.1, plastohinol/plastocijanin oksidoreduktaza, citohrom f/b6 kompleks, citohrom b6f kompleks) je enzim sa sistematskim imenom plastohinol:oksidovani-plastocijanin oksidoreduktaza. Ovaj enzim katalizuje sledeću hemijsku reakciju:
plastohinol + 2 oksidovani plastocijanin + 2 + [strana 1] {\displaystyle \rightleftharpoons } plastohinon + 2 redukovani plastocijanin + 2 + [strana 2]
Ovaj enzim sadrži dva citohroma b-tipa, dva citohroma c-tipa (cn i f), i  Riskijev klaster.

## Literatura
- Nicholas C. Price; Lewis Stevens (1999). Fundamentals of Enzymology: The Cell and Molecular Biology of Catalytic Proteins (Third изд.). USA: Oxford University Press. ISBN 019850229X.
- Eric J. Toone (2006). Advances in Enzymology and Related Areas of Molecular Biology, Protein Evolution (Volume 75 изд.). Wiley-Interscience. ISBN 0471205036.
- Branden C; Tooze J. Introduction to Protein Structure. New York, NY: Garland Publishing. ISBN 0-8153-2305-0.
- Irwin H. Segel. Enzyme Kinetics: Behavior and Analysis of Rapid Equilibrium and Steady-State Enzyme Systems (Book 44 изд.). Wiley Classics Library. ISBN 0471303097.
- William P. Jencks (1987). Catalysis in Chemistry and Enzymology. Dover Publications. ISBN 0486654605.

## Spoljašnje veze
- Cytochrome+b6f+Complex на 
- Structure-Function Studies of the Cytochrome b6f Complex Архивирано на веб-сајту  (28. јул 2008) - Current research on cytochrome b6f in William Cramer's Lab at Purdue University, USA
- orijentacija proteina u membranama families/superfamily-3 - Calculated positions of b6f and related complexes in membranes